# 全緒
全緒（3世紀—3世紀），揚州吴郡钱唐县（今浙江省杭州市）人。东吴将领全琮之長子，弟全寄、全懌、全吴。

## 生平
全緒幼年知名，奉朝请，出授兵，官至扬武将军、牛渚督。芍陂之战，全緒、全端、張休、顧承率軍守战。顾承和张休都立有功劳。全端、全绪与他们争功，向孙权诬陷顾承、张休，孙权贬顾承、张休到交州，又追赐张休自尽。孫亮即位，進昇镇北将军。252年，東興之战，全绪与丁奉建议引兵先出，結果吴軍大勝，以功封为亭侯。全緒四十四岁时去世。

## 子
全禕、全儀，257年十一月，全禕、全儀和母亲亡命曹魏，二人皆历郡守列侯。